# Oštrolisna šparoga
Oštrolisna šparoga (divlja šparoga; lat. Asparagus acutifolius) je vazdazelena biljka iz roda Asparagus koja se od ostalih vrsta na području Hrvatske razlikuje po svojoj drvenastoj stabljici. Ostale vrste tankolisna šparoga (A. tenuifolius Lam.), morska (A. maritimus (L.) Mill.) i ljekovita šparoga (A. officinalis L.), komercijalno su nezanimljive, a i zakonski zaštićene.
Oštrolisna šparoga raste na visinama do 1200 m i ona je jedina u Hrvatskoj koja nije zaštićena i jedina koja se uveliko koristi u prehrani, pa se stoga i bere za prodaju. To je sredozemna biljka koja raste u sklopu makije, a voli poluzasjenjena i vlažna mjesta uz šumske putove, stare zidove i suhoziđa.
Nazivaju je i divlja šparoga, za razliku od vrtne (ljekovite šparoge), čije je podrijetlo vjerojatno istočno Sredozemlje, koju sade po vrtovima jer je od davnina poznat oda pospješuje rad bubrega i izlučivanje vode iz tijela.
Stabljike oštrolisne ili divlje šparogee izbijaju iz gomolja, što joj omogućava da se lako obnovi nakon najezde berača ili da preživi požare po makijama. Starije stabljike su sivkaste boje, a beru se samo mladi izbojci koji izrastu svakog proljeća iz podzemnih dijelova, osobito nakon što zatopli poslije kiša.
Cvjetanjem biljka postaje sve gorča i počinje gubiti kulinarska svojstva; plod joj je bobica koja kad sazrije postane crna.

## Sastav
Sto grama svježih izdanaka sadrži prosječno:
- oko 85,4 g vode,
- oko 3,56 g ugljikohidrata,
- 4,83 g vlakana te
- 2,06 g bjelančevina.

Makroelementi: 
- oko 585 mg kalija,
- oko 18,5 mg natrija,
- oko 54,1 mg kalcija,
- 36,6 mg magnezija,
- 0,66 mg željeza

Mikroelementi: 
- 105 mkg bakra,
- 410 mkg mangana te
- 1059 mkg cinka.

Vitamini:
- oko 0,69 mg beta-karotena i
- 37,8 mg vitamina C.

## Vanjske poveznice
|  | Zajednički poslužitelj ima stranicu o temi Oštrolisna šparoga    |
|  | Zajednički poslužitelj ima još gradiva o temi Oštrolisna šparoga |
|  | Wikivrste imaju podatke o taksonu Oštrolisna šparoga             |